# RideLondon Classique de 2019
A 7.ª edição do RideLondon Classique celebrou-se a 3 de agosto de 2019 com 20 voltas sobre circuito de 3,4 km para uma distância total de 68 km na rua The Mall na cidade de Londres no Reino Unido.
A carreira fez parte do UCI World Tour Feminino de 2019 como concorrência de categoria 1.wwT do calendário ciclístico de máximo nível mundial sendo a décima sexta carreira de dito circuito e foi vencida pela ciclista neerlandesa Lorena Wiebes da equipa Parkhotel Valkenburg. O pódio completaram-no a ciclista italiana Elisa Balsamo da equipa Valcar Cylance e a ciclista estadounidense Coryn Rivera da equipa Sunweb.

## Equipas
Tomaram parte na carreira um total de 16 equipas convidadas pela organização, todos de categoria UCI Team Feminino, quem conformaram um pelotão de 92 ciclistas das quais terminaram 85. As equipas participantes foram:
| Equipes femininas profissionais (16)- Alé Cipollini - Boels Dolmans - Canyon-SRAM Racing - CCC-Liv - Drops - FDJ-Nouvelle Aquitaine-Futuroscope - Hitec Products - Lotto Soudal Ladies - Parkhotel Valkenburg-Destil - Rally UHC Cycling Women - Sunweb Women - Tibco-Silicon Valley Bank - Virtu Cycling Women - Trek-Segafredo - Valcar Cylance - WNT-Rotor Pro Cycling |
| |

## Classificações finais
As classificações finalizaram da seguinte forma:

### Classificação geral
| \| Classificação geral \| Classificação geral \| Classificação geral \| Classificação geral \| Classificação geral \| \| Ciclista \| Ciclista \| Equipe \| Tempo \| \| \| ------------------- \| ------------------------- \| ---------------------------------- \| ------------------- \| ------------------- \| \| 1. \| Lorena Wiebes \| Parkhotel Valkenburg \| 1h33m55s \| \| \| 2. \| Elisa Balsamo \| Valcar Cylance \| + 0s \| \| \| 3. \| Coryn Rivera \| Sunweb \| + 0s \| \| \| 4. \| Lotte Kopecky \| Lotto Soudal Ladies \| + 0s \| \| \| 5. \| Letizia Paternoster \| Trek-Segafredo \| + 0s \| \| \| 6. \| Marianne Vos \| CCC-Liv \| + 0s \| \| \| 7. \| Christine Majerus \| Boels Dolmans \| + 0s \| \| \| 8. \| Marta Tagliaferro \| Hitec Products-Birk Sport \| + 0s \| \| \| 9. \| Maria Giulia Confalonieri \| Valcar Cylance \| + 0s \| \| \| 10. \| Eugénie Duval \| FDJ-Nouvelle Aquitaine-Futuroscope \| + 0s \| \| |                           |                                    |          |
| |                           |                                    |          |
| Fonte: ProCyclingStats |                           |                                    |          |
| Classificação geral |                           |                                    |          |
| Ciclista | Ciclista                  | Equipe                             | Tempo    |
| 1. | Lorena Wiebes             | Parkhotel Valkenburg               | 1h33m55s |
| 2. | Elisa Balsamo             | Valcar Cylance                     | + 0s     |
| 3. | Coryn Rivera              | Sunweb                             | + 0s     |
| 4. | Lotte Kopecky             | Lotto Soudal Ladies                | + 0s     |
| 5. | Letizia Paternoster       | Trek-Segafredo                     | + 0s     |
| 6. | Marianne Vos              | CCC-Liv                            | + 0s     |
| 7. | Christine Majerus         | Boels Dolmans                      | + 0s     |
| 8. | Marta Tagliaferro         | Hitec Products-Birk Sport          | + 0s     |
| 9. | Maria Giulia Confalonieri | Valcar Cylance                     | + 0s     |
| 10. | Eugénie Duval             | FDJ-Nouvelle Aquitaine-Futuroscope | + 0s     |

## Ciclistas participantes e posições finais
| WNT-Rotor Pro Cycling WNT | WNT-Rotor Pro Cycling WNT      | WNT-Rotor Pro Cycling WNT |
| ------------------------- | ------------------------------ | ------------------------- |
| Num                       | Ciclista                       | Pos                       |
| 1                         | Kirsten Wild (NED)             | 37.                       |
| 2                         | Lisa Brennauer (GER) (estrada) | 30.                       |
| 3                         | Claudia Koster (NED)           | 44.                       |
| 4                         | Sarah Rijkes (AUT)             | 51.                       |
| 5                         | Lara Vieceli (ITA)             | 29.                       |
| 6                         | Lin Lea Teutenberg (GER)       | 45.                       |

| CCC-Liv CCC | CCC-Liv CCC           | CCC-Liv CCC |
| ----------- | --------------------- | ----------- |
| Num         | Ciclista              | Pos         |
| 11          | Valerie Demey (BEL)   | 65.         |
| 12          | Evy Kuijpers (NED)    | 83.         |
| 13          | Marianne Vos (NED)    | 6.          |
| 14          | Jeanne Korevaar (NED) | 22.         |
| 15          | Riejanne Markus (NED) | 24.         |

| Valcar Cylance VAL | Valcar Cylance VAL              | Valcar Cylance VAL |
| ------------------ | ------------------------------- | ------------------ |
| Num                | Ciclista                        | Pos                |
| 21                 | Elisa Balsamo (ITA)             | 2.                 |
| 22                 | Vittoria Guazzini (ITA)         | 46.                |
| 23                 | Chiara Consonni (ITA)           | 36.                |
| 24                 | Alice Maria Arzuffi (ITA)       | DNF                |
| 25                 | Ilaria Sanguineti (ITA)         | 32.                |
| 26                 | Maria Giulia Confalonieri (ITA) | 9.                 |

| Trek-Segafredo TFS | Trek-Segafredo TFS        | Trek-Segafredo TFS |
| ------------------ | ------------------------- | ------------------ |
| Num                | Ciclista                  | Pos                |
| 31                 | Audrey Cordon-Ragot (FRA) | 40.                |
| 32                 | Lauretta Hanson (AUS)     | 54.                |
| 33                 | Lotta Lepistö (FIN)       | 64.                |
| 34                 | Letizia Paternoster (ITA) | 5.                 |
| 36                 | Abigail Van Twisk (GBR)   | 58.                |

| Alé Cipollini ALE | Alé Cipollini ALE             | Alé Cipollini ALE |
| ----------------- | ----------------------------- | ----------------- |
| Num               | Ciclista                      | Pos               |
| 41                | Chloe Hosking (AUS)           | DNF               |
| 42                | Jessica Raimondi (ITA)        | 49.               |
| 43                | Marjolein van 't Geloof (NED) | 71.               |
| 44                | Karlijn Swinkels (NED)        | 23.               |
| 45                | Romy Kasper (GER)             | 16.               |
| 46                | Giorgia Bariani (ITA)         | DNF               |

| Boels Dolmans DLT | Boels Dolmans DLT                 | Boels Dolmans DLT |
| ----------------- | --------------------------------- | ----------------- |
| Num               | Ciclista                          | Pos               |
| 51                | Chantal Blaak (NED)               | 42.               |
| 52                | Jip van den Bos (NED)             | 20.               |
| 53                | Eva Buurman (NED)                 | 11.               |
| 54                | Skylar Schneider (USA)            | 41.               |
| 55                | Christine Majerus (LUX) (estrada) | 7.                |

| Canyon-SRAM Racing CSR | Canyon-SRAM Racing CSR       | Canyon-SRAM Racing CSR |
| ---------------------- | ---------------------------- | ---------------------- |
| Num                    | Ciclista                     | Pos                    |
| 61                     | Alexis Ryan (USA)            | 85.                    |
| 62                     | Alice Barnes (GBR) (estrada) | 66.                    |
| 63                     | Rotem Gafinovitz (ISR)       | 61.                    |
| 64                     | Christa Riffel (GER)         | 62.                    |
| 65                     | Ella Harris (NZL)            | 47.                    |
| 66                     | Tiffany Cromwell (AUS)       | 18.                    |

| Drops DRP | Drops DRP                | Drops DRP |
| --------- | ------------------------ | --------- |
| Num       | Ciclista                 | Pos       |
| 71        | Elinor Barker (GBR)      | 84.       |
| 72        | Megan Barker (GBR)       | 79.       |
| 73        | Elizabeth Bennett (GBR)  | 67.       |
| 74        | Natalie Redmond (AUS)    | 70.       |
| 75        | Manon Lloyd (GBR)        | 68.       |
| 76        | Abby-Mae Parkinson (GBR) | 50.       |

| FDJ-Nouvelle Aquitaine-Futuroscope FDJ | FDJ-Nouvelle Aquitaine-Futuroscope FDJ | FDJ-Nouvelle Aquitaine-Futuroscope FDJ |
| -------------------------------------- | -------------------------------------- | -------------------------------------- |
| Num                                    | Ciclista                               | Pos                                    |
| 81                                     | Clara Copponi (FRA)                    | 17.                                    |
| 82                                     | Coralie Demay (FRA)                    | 38.                                    |
| 83                                     | Eugénie Duval (FRA)                    | 10.                                    |
| 84                                     | Maëlle Grossetête (FRA)                | 26.                                    |
| 85                                     | Lauren Kitchen (AUS)                   | 21.                                    |

| Hitec Products-Birk Sport HPU | Hitec Products-Birk Sport HPU  | Hitec Products-Birk Sport HPU |
| ----------------------------- | ------------------------------ | ----------------------------- |
| Num                           | Ciclista                       | Pos                           |
| 91                            | Lucy van der Haar (GBR)        | 15.                           |
| 92                            | Julie Meyer Solvang (NOR)      | 34.                           |
| 93                            | Marta Tagliaferro (ITA)        | 8.                            |
| 94                            | Pernille Larsen Feldmann (NOR) | 57.                           |
| 95                            | Grace Garner (GBR)             | 48.                           |
| 96                            | Lonneke Uneken (NED)           | 14.                           |

| Lotto Soudal Ladies LSL | Lotto Soudal Ladies LSL | Lotto Soudal Ladies LSL |
| ----------------------- | ----------------------- | ----------------------- |
| Num                     | Ciclista                | Pos                     |
| 101                     | Lotte Kopecky (BEL)     | 4.                      |
| 102                     | Dani Christmas (GBR)    | 35.                     |
| 103                     | Annelies Dom (BEL)      | 25.                     |
| 104                     | Dannielle Khan (GBR)    | DNF                     |
| 105                     | Danique Braam (NED)     | 43.                     |
| 106                     | Chantal Hoffmann (LUX)  | 52.                     |

| Parkhotel Valkenburg PHV | Parkhotel Valkenburg PHV      | Parkhotel Valkenburg PHV |
| ------------------------ | ----------------------------- | ------------------------ |
| Num                      | Ciclista                      | Pos                      |
| 111                      | Lorena Wiebes (NED) (estrada) | 1.                       |
| 112                      | Femke Markus (NED)            | 13.                      |
| 113                      | Janine van der Meer (NED)     | 53.                      |
| 114                      | Marit Raaijmakers (NED)       | DNF                      |
| 115                      | Demi Vollering (NED)          | 82.                      |
| 116                      | Esther van Veen (NED)         | 78.                      |

| Rally Cycling RLW | Rally Cycling RLW       | Rally Cycling RLW |
| ----------------- | ----------------------- | ----------------- |
| Num               | Ciclista                | Pos               |
| 121               | Emma White (USA)        | DNF               |
| 122               | Sara Bergen (CAN)       | 63.               |
| 123               | Allison Beveridge (CAN) | 60.               |
| 124               | Gillian Ellsay (CAN)    | 76.               |
| 125               | Katherine Maine (CAN)   | 72.               |
| 126               | Summer Moak (USA)       | 77.               |

| Sunweb SUN | Sunweb SUN             | Sunweb SUN |
| ---------- | ---------------------- | ---------- |
| Num        | Ciclista               | Pos        |
| 131        | Susanne Andersen (NOR) | 56.        |
| 132        | Pfeiffer Georgi (GBR)  | 28.        |
| 133        | Leah Kirchmann (CAN)   | 69.        |
| 134        | Floortje Mackaij (NED) | 27.        |
| 135        | Coryn Rivera (USA)     | 3.         |
| 136        | Julia Soek (NED)       | 59.        |

| Tibco-Silicon Valley Bank TIB | Tibco-Silicon Valley Bank TIB | Tibco-Silicon Valley Bank TIB |
| ----------------------------- | ----------------------------- | ----------------------------- |
| Num                           | Ciclista                      | Pos                           |
| 141                           | Nina Kessler (NED)            | 81.                           |
| 142                           | Alison Jackson (CAN)          | 19.                           |
| 143                           | Brodie Chapman (AUS)          | 73.                           |
| 144                           | Kendall Ryan (USA)            | 80.                           |
| 145                           | Shannon Malseed (AUS)         | 74.                           |
| 146                           | Rozanne Slik (NED)            | 75.                           |

| Virtu Cycling Women TVC | Virtu Cycling Women TVC           | Virtu Cycling Women TVC |
| ----------------------- | --------------------------------- | ----------------------- |
| Num                     | Ciclista                          | Pos                     |
| 151                     | Marta Bastianelli (ITA) (estrada) | 12.                     |
| 152                     | Sara Penton (SWE)                 | 31.                     |
| 153                     | Christina Siggaard (DEN)          | 33.                     |
| 154                     | Emilie Moberg (NOR)               | 39.                     |
| 155                     | Katarzyna Pawłowska (POL)         | 55.                     |
| 156                     | Louise Hansen                     | DNF                     |

| WNT-Rotor Pro Cycling WNT | WNT-Rotor Pro Cycling WNT      | WNT-Rotor Pro Cycling WNT |
| ------------------------- | ------------------------------ | ------------------------- |
| Num                       | Ciclista                       | Pos                       |
| 1                         | Kirsten Wild (NED)             | 37.                       |
| 2                         | Lisa Brennauer (GER) (estrada) | 30.                       |
| 3                         | Claudia Koster (NED)           | 44.                       |
| 4                         | Sarah Rijkes (AUT)             | 51.                       |
| 5                         | Lara Vieceli (ITA)             | 29.                       |
| 6                         | Lin Lea Teutenberg (GER)       | 45.                       |

| CCC-Liv CCC | CCC-Liv CCC           | CCC-Liv CCC |
| ----------- | --------------------- | ----------- |
| Num         | Ciclista              | Pos         |
| 11          | Valerie Demey (BEL)   | 65.         |
| 12          | Evy Kuijpers (NED)    | 83.         |
| 13          | Marianne Vos (NED)    | 6.          |
| 14          | Jeanne Korevaar (NED) | 22.         |
| 15          | Riejanne Markus (NED) | 24.         |

| Valcar Cylance VAL | Valcar Cylance VAL              | Valcar Cylance VAL |
| ------------------ | ------------------------------- | ------------------ |
| Num                | Ciclista                        | Pos                |
| 21                 | Elisa Balsamo (ITA)             | 2.                 |
| 22                 | Vittoria Guazzini (ITA)         | 46.                |
| 23                 | Chiara Consonni (ITA)           | 36.                |
| 24                 | Alice Maria Arzuffi (ITA)       | DNF                |
| 25                 | Ilaria Sanguineti (ITA)         | 32.                |
| 26                 | Maria Giulia Confalonieri (ITA) | 9.                 |

| Trek-Segafredo TFS | Trek-Segafredo TFS        | Trek-Segafredo TFS |
| ------------------ | ------------------------- | ------------------ |
| Num                | Ciclista                  | Pos                |
| 31                 | Audrey Cordon-Ragot (FRA) | 40.                |
| 32                 | Lauretta Hanson (AUS)     | 54.                |
| 33                 | Lotta Lepistö (FIN)       | 64.                |
| 34                 | Letizia Paternoster (ITA) | 5.                 |
| 36                 | Abigail Van Twisk (GBR)   | 58.                |

| Alé Cipollini ALE | Alé Cipollini ALE             | Alé Cipollini ALE |
| ----------------- | ----------------------------- | ----------------- |
| Num               | Ciclista                      | Pos               |
| 41                | Chloe Hosking (AUS)           | DNF               |
| 42                | Jessica Raimondi (ITA)        | 49.               |
| 43                | Marjolein van 't Geloof (NED) | 71.               |
| 44                | Karlijn Swinkels (NED)        | 23.               |
| 45                | Romy Kasper (GER)             | 16.               |
| 46                | Giorgia Bariani (ITA)         | DNF               |

| Boels Dolmans DLT | Boels Dolmans DLT                 | Boels Dolmans DLT |
| ----------------- | --------------------------------- | ----------------- |
| Num               | Ciclista                          | Pos               |
| 51                | Chantal Blaak (NED)               | 42.               |
| 52                | Jip van den Bos (NED)             | 20.               |
| 53                | Eva Buurman (NED)                 | 11.               |
| 54                | Skylar Schneider (USA)            | 41.               |
| 55                | Christine Majerus (LUX) (estrada) | 7.                |

| Canyon-SRAM Racing CSR | Canyon-SRAM Racing CSR       | Canyon-SRAM Racing CSR |
| ---------------------- | ---------------------------- | ---------------------- |
| Num                    | Ciclista                     | Pos                    |
| 61                     | Alexis Ryan (USA)            | 85.                    |
| 62                     | Alice Barnes (GBR) (estrada) | 66.                    |
| 63                     | Rotem Gafinovitz (ISR)       | 61.                    |
| 64                     | Christa Riffel (GER)         | 62.                    |
| 65                     | Ella Harris (NZL)            | 47.                    |
| 66                     | Tiffany Cromwell (AUS)       | 18.                    |

| Drops DRP | Drops DRP                | Drops DRP |
| --------- | ------------------------ | --------- |
| Num       | Ciclista                 | Pos       |
| 71        | Elinor Barker (GBR)      | 84.       |
| 72        | Megan Barker (GBR)       | 79.       |
| 73        | Elizabeth Bennett (GBR)  | 67.       |
| 74        | Natalie Redmond (AUS)    | 70.       |
| 75        | Manon Lloyd (GBR)        | 68.       |
| 76        | Abby-Mae Parkinson (GBR) | 50.       |

| FDJ-Nouvelle Aquitaine-Futuroscope FDJ | FDJ-Nouvelle Aquitaine-Futuroscope FDJ | FDJ-Nouvelle Aquitaine-Futuroscope FDJ |
| -------------------------------------- | -------------------------------------- | -------------------------------------- |
| Num                                    | Ciclista                               | Pos                                    |
| 81                                     | Clara Copponi (FRA)                    | 17.                                    |
| 82                                     | Coralie Demay (FRA)                    | 38.                                    |
| 83                                     | Eugénie Duval (FRA)                    | 10.                                    |
| 84                                     | Maëlle Grossetête (FRA)                | 26.                                    |
| 85                                     | Lauren Kitchen (AUS)                   | 21.                                    |

| Hitec Products-Birk Sport HPU | Hitec Products-Birk Sport HPU  | Hitec Products-Birk Sport HPU |
| ----------------------------- | ------------------------------ | ----------------------------- |
| Num                           | Ciclista                       | Pos                           |
| 91                            | Lucy van der Haar (GBR)        | 15.                           |
| 92                            | Julie Meyer Solvang (NOR)      | 34.                           |
| 93                            | Marta Tagliaferro (ITA)        | 8.                            |
| 94                            | Pernille Larsen Feldmann (NOR) | 57.                           |
| 95                            | Grace Garner (GBR)             | 48.                           |
| 96                            | Lonneke Uneken (NED)           | 14.                           |

| Lotto Soudal Ladies LSL | Lotto Soudal Ladies LSL | Lotto Soudal Ladies LSL |
| ----------------------- | ----------------------- | ----------------------- |
| Num                     | Ciclista                | Pos                     |
| 101                     | Lotte Kopecky (BEL)     | 4.                      |
| 102                     | Dani Christmas (GBR)    | 35.                     |
| 103                     | Annelies Dom (BEL)      | 25.                     |
| 104                     | Dannielle Khan (GBR)    | DNF                     |
| 105                     | Danique Braam (NED)     | 43.                     |
| 106                     | Chantal Hoffmann (LUX)  | 52.                     |

| Parkhotel Valkenburg PHV | Parkhotel Valkenburg PHV      | Parkhotel Valkenburg PHV |
| ------------------------ | ----------------------------- | ------------------------ |
| Num                      | Ciclista                      | Pos                      |
| 111                      | Lorena Wiebes (NED) (estrada) | 1.                       |
| 112                      | Femke Markus (NED)            | 13.                      |
| 113                      | Janine van der Meer (NED)     | 53.                      |
| 114                      | Marit Raaijmakers (NED)       | DNF                      |
| 115                      | Demi Vollering (NED)          | 82.                      |
| 116                      | Esther van Veen (NED)         | 78.                      |

| Rally Cycling RLW | Rally Cycling RLW       | Rally Cycling RLW |
| ----------------- | ----------------------- | ----------------- |
| Num               | Ciclista                | Pos               |
| 121               | Emma White (USA)        | DNF               |
| 122               | Sara Bergen (CAN)       | 63.               |
| 123               | Allison Beveridge (CAN) | 60.               |
| 124               | Gillian Ellsay (CAN)    | 76.               |
| 125               | Katherine Maine (CAN)   | 72.               |
| 126               | Summer Moak (USA)       | 77.               |

| Sunweb SUN | Sunweb SUN             | Sunweb SUN |
| ---------- | ---------------------- | ---------- |
| Num        | Ciclista               | Pos        |
| 131        | Susanne Andersen (NOR) | 56.        |
| 132        | Pfeiffer Georgi (GBR)  | 28.        |
| 133        | Leah Kirchmann (CAN)   | 69.        |
| 134        | Floortje Mackaij (NED) | 27.        |
| 135        | Coryn Rivera (USA)     | 3.         |
| 136        | Julia Soek (NED)       | 59.        |

| Tibco-Silicon Valley Bank TIB | Tibco-Silicon Valley Bank TIB | Tibco-Silicon Valley Bank TIB |
| ----------------------------- | ----------------------------- | ----------------------------- |
| Num                           | Ciclista                      | Pos                           |
| 141                           | Nina Kessler (NED)            | 81.                           |
| 142                           | Alison Jackson (CAN)          | 19.                           |
| 143                           | Brodie Chapman (AUS)          | 73.                           |
| 144                           | Kendall Ryan (USA)            | 80.                           |
| 145                           | Shannon Malseed (AUS)         | 74.                           |
| 146                           | Rozanne Slik (NED)            | 75.                           |

| Virtu Cycling Women TVC | Virtu Cycling Women TVC           | Virtu Cycling Women TVC |
| ----------------------- | --------------------------------- | ----------------------- |
| Num                     | Ciclista                          | Pos                     |
| 151                     | Marta Bastianelli (ITA) (estrada) | 12.                     |
| 152                     | Sara Penton (SWE)                 | 31.                     |
| 153                     | Christina Siggaard (DEN)          | 33.                     |
| 154                     | Emilie Moberg (NOR)               | 39.                     |
| 155                     | Katarzyna Pawłowska (POL)         | 55.                     |
| 156                     | Louise Hansen                     | DNF                     |

Convenções:
- AB-N: Abandono na etapa "N"
- FLT-N: Retiro por chegada fora do limite de tempo na etapa "N"
- NTS-N: Não tomou a saída para a etapa "N"
- DES-N: Desclassificado ou expulsado na etapa "N"

## UCI World Tour Feminino
A RideLondon Classique outorgou pontos para o UCI World Tour Feminino de 2019 e o UCI World Ranking Feminino, incluindo a todas as corredoras das equipas nas categorias UCI Team Feminino. As seguintes tabelas mostram o barómetro de pontuação e as 10 corredoras que obtiveram mais pontos:
| Posição   | 1.ª | 2.ª | 3.ª | 4.ª | 5.ª | 6.ª | 7.ª | 8.ª | 9.ª | 10.ª | 11.ª | 12.ª | 13.ª | 14.ª | 15.ª | 16.ª-30.ª | 31.ª-40.ª |
| Pontuação | 200 | 150 | 125 | 100 | 85  | 70  | 60  | 50  | 40  | 35   | 30   | 25   | 20   | 15   | 10   | 5         | 3         |

| Classificação |                           |                                    |        |
| Posição       | Ciclista                  | Equipa                             | Pontos |
| ------------- | ------------------------- | ---------------------------------- | ------ |
| 1.ª           | Lorena Wiebes             | Parkhotel Valkenburg               | 200    |
| 2.ª           | Elisa Balsamo             | Valcar Cylance                     | 150    |
| 3.ª           | Coryn Rivera              | Sunweb                             | 125    |
| 4.ª           | Lotte Kopecky             | Lotto Soudal Ladies                | 100    |
| 5.ª           | Letizia Paternoster       | Trek-Segafredo                     | 85     |
| 6.ª           | Marianne Vos              | CCC-Liv                            | 70     |
| 7.ª           | Christine Majerus         | Boels-Dolmans                      | 60     |
| 8.ª           | Marta Tagliaferro         | Hitec Products-Birk Sport          | 50     |
| 9.ª           | Maria Giulia Confalonieri | Valcar Cylance                     | 40     |
| 10.ª          | Eugénie Duval             | FDJ Nouvelle Aquitaine Futuroscope | 35     |